# SS 아레초
소치에타 스포르티바 아레초(Società Sportiva Arezzo)는 이탈리아 토스카나주 아레초를 연고지로 한 축구 클럽이다.

## 선수 명단

### 현역
참고: FIFA 자격 규정에 따라 소속된 국가대표팀 국기를 표시합니다. 선수는 복수의 FIFA 비회원국 국적을 가지고 있을 수 있습니다.
| 번호 | 포지션 | 국적 | 이름 |
| ---- | ------ | ---- | ---- |

| 번호 | 포지션 | 국적 | 이름          |
| ---- | ------ | ---- | ------------- |
| 16   | MF     | 가나 | 샤카 마우     |
| 22   | GK     |      | 다니엘레 보라 |

## 역대 감독
| 감독            | 임기        |
| --------------- | ----------- |
| 마르코 타르델리 | 2005 ~ 2008 |
| 마우리치오 사리 | 2006 ~ 2007 |
| 주세페 갈데리시 | 2009 ~ 2010 |